# Кухиња (франшиза)
Франшиза Кухиња започела је снимањем истоимене телевизијске серије 2012. године. Она обухвата неколико руских ситкома и филмских комедија, које су повезане заједничким ликовима и чија емитовања још увек трају.

## Историја серијала
У пролеће 2011. године група аутора продукције Yellow, Black and White дошла је на идеју да напише сценарио за нову телевизијску серију, под називом Кухиња. Редитељ
Дмитриј Дјаченко је у јесен исте године снимио пилот епизоду, која је имала бројне разлике у односу на финалну верзију, па се тако ресторан првобитно звао „Хуго”, док је његовог власника играо вођа руске групе Uma2rmaH Владимир Кристовски. Након тога, у коначној верзији ресторан је добио име „Claude Monet“, а улогу власника Дмитриј Нагијев.. Каснија радња серије се одвија у ресторану „Виктор” који је у склопу хотела „Елeон”. Главне улоге су тумачили Дмитриј Назаров, а Марк Богатарјев и Јелена Поткаминска до краја пете сезоне (Поткаминска се као епизодни лик појавила у шестој сезони), пошто су током снимања, баш као и њихови ликови били у љубавној вези, а затим су се растали како у серији тако и у животу.
Снимање телевизијске серије почело је 6. јула 2012. Пројекат је постао најскупљи међу руским ситкомима - цена једне епизоде износила је 200 хиљада долара.Премијера је одржана 22. октобра 2012. на каналу СТС.
Након шест успешних сезона, као и две филмске комедије Кухиња у Паризу (наставак треће сезоне) и Кухиња-последња битка (наставак шесте сезоне), које су снимљене до 2016. године, јавила се потреба за увођењем нових ликова, што је довело до снимања наставка, односно такозваног спин офа Хотел Елеон. Главна улога припала је српском глумцу Милошу Биковићу за чији је лик сценарио донекле био прилагођен његовој животној причи и пореклу. Уз  Биковића улоге су играли Дијана Пожарска, Екатарина Вилкова, Александра Кузенкина... У новој серији били су присутни неки од јунака Кухиње као што су Костја и Настја, Сења и Марина, Михаил Џековић, Елеонора Андрејевна, Никита, Кристина, док су се као епизодни ликови појавили Луи Бенуа, Родион Сергејевич, Катја и Ајнура, а од треће сезоне се поново појављује лик Феђе.
Снимање серије Хотел Елеон окончано је трећом сезоном, пошто су главни глумци Милош Биковић и Дијана Пожарска одлучили да играју у различитим пројектима, што је условило снимање новог спин офа Хотел Гранд. Овог пута главна улога припала је украјинској глумици Мили Сиватскајој уз коју су играли и Александер Ликов, Константин Белошапка и многи други. И у овом ситкому присутни су ликови из претходна два пројекта. Тако да су се у првој сезони серије појавили Павел Аркадијевич, Елеонора Андрејевна, Софија Јановна, Михаил Џековић... До краја друге сезоне били су присутни Костја, Настја, Феђа, Сења и Марина, након чега се они повлаче. Потом, баш као у Кухињи радња серије је премештена на другу локацију, па се од треће сезоне одвија у новом еко-хотелу Гранд.

## Серије

### Кухиња
Серија је реализована у продукцији компанија Yellow, Black and White, KeyStone Production. Аутори серије су Витали Шлијапо, Васили Кутсенко, Игор Тудвасев, Дмитри Јан, Павел Данилов, а режија је припала Дмитрију Дјаченку (1. и 2. сезона), Андреју Першину (3. сезона), Антону Федотову (4, 5. и 6. сезона). Кухиња је у Русији премијерно емитована на каналу СТС, од 2012. до 2016. године, а у Србији у неколико наврата на Првој српској телевизији , као и на О2 ТВ, односно ТВ Б92.
У првом плану серије је млади амбициозни Максим, Макс Лавров, из места Вороњеж, који сања да постане велико кулинарско име. У војсци се показао као прави таленат за кување, где се сусрео са познатим руским глумцем Дмитриј Нагијевим, власником ресторана „Клод Моне”. Након што је добио његову визит карту уз позив да се прикључи његовом ресторану, он одлази у Москву, где добија посао. Други важни ликови у ситкому су: Виктор Баринов, шеф ресторана, Викторија,„Вика” Сергејевна Гончарова, менаџерка ресторана, Максова љубав, а потом и жена, Константин, бармен и Максов најбољи пријатељ... Док припремају храну за госте, Макс и особље ресторана постају пријатељи и непријатељи, испуњавају своје и туђе жеље, али и западају у непредвиђене, комичне ситуације.

### Хотел Елеон
Наставак Кухиње, Хотел Елеон снимљен је у продукцији компанија Yellow, Black and White, KeyStone Production (које су снимале и претходну серију) и Sister's Production и емитован је од 28. новембра 2016. до 21. децембра 2017. године на мрежи СТС. У Србији серија је неколико пута емитована на Првој српској телевизији и О2 ТВ. Редитељ је Антон Федотов (режисер последње три сезоне Кухиње), а сценарио су поново писали  Витали Шлијапо, Игор Тудвасев, Павел Данилов... Прва сезона Хотела Елеон сматра се седмом сезоне Кухиње (увођењем нових ликова серија мења назив).
Ресторан „Виктор” добија Мишелин звезду, Виктор Петрович се повлачи, а Сења постаје шеф ресторана.
Елеонора Андрејевна, уморна од послова, препушта хотел „Елеон” свом нећаку Павелу. Не желећи да сам послује у хотелу, нови власник запошљава висококвалификованог менаџера из Брисела, Софију Јановну. Она добија место управника хотела, а Михаил Џекович постаје њен подређени. Нови менаџер не само да мења уобичајени начин живота хотела „Елеон”, већ мења и лични живот ликова. Настја постаје директор ресторана „Виктор”, а Костја је само старији бармен.
Истовремено се у хотелу појављује девојка по имену Даша. Након што је обманута од стране брачног аферисте, добија посао у хотелу као собарица. Али судбина је за њу припремила ново изненађење: случајно проналази торбу са новцем и одлучује да је држи код себе, тајно од свих, не слутећи да је врећа са милион евра имала власника – бизнисмена и криминалног органа Аљохина.

### Хотел Гранд
Ксенија Завгороднија је студенткиња на Факултету за туризам, амбициозна и склона авантурама. Жели да ради у хотелијерству и једног дана да поседује свој хотел. Али опсесивна жеља Ксјушу не омета само у послу, већ и у учењу. Несрећан сплет околности довео је у питање не само њене планове, већ и даље школовање, што доводи до тога да мора да побегне из свог родног града Барнаула. Она долази у Москву надајући се да ће добити посао у хотелу „Гранд” у коме ради њен отац. Истовремено у хотелу се појављује нови ексцентрични газда, који мења све у хотелу од менаџмента до његовог назива.

### Сења и Феђа
Сења и Феђа, након што су напустили ресторан Виктор не желе да раде за било кога другог, па одлучују да отворе сопствени посао - вечера на точковима - камион са храном "И риба и месо." Паралелно са обављањем посла, серија приказује породични живот Сење и његове супруге Марине, као и Феђин живот, чија мајка често посећује његов стан, сањајући о браку и унуцима свог сина.

### Кухиња: Рат за хотел
Пожар је потпуно уништио хотел у власништву Елеоноре Андрејевне Галанове . Она оптужује њеног бившег супруга Дмитрија Нагијева. Као резултат дугих суђења, Елеонора је лишена новца, због чега се преселила у Капри, где дане проводи у друштву вина и младог италијанског љубавника, са којим слика портрете.
Нагијев планира да отвори „Сочи руски Лас Вегас“ - велики туристички комплекс у Сочију са казином и хотелом. У међувремену, Виктору Баринову нуди се да постане ректор кулинарске академије, коју чак планирају да назову његовим именом. Откривши да Нагијев планира да изгради летовалиште, Елеонора одлучује да се освети бившем супругу, јер је запалио хотел „Елеон“. Она брзо купује и отвара хотел „Нови Елеон“, како би се вратила у ред најбољих хотелијера.
Елеонора на посао позива њену кћерку Катју, која се посвађала са супругом Денисом, менаџера Михајла Џековича, који доживљава кризу и бившег супружника Виктора Баринова, који без свог потписа о раскиду ексклузивног уговора са старим хотелом не може да постане ректор кулинарске академије .
„Нови Елеон“ такође запошљава нове раднике, међу којима се истичу амбициозни рецепционер Александар и главни инжењер хотела, девојка Варвара. Девојка Нагијева сматра биолошким оцем. Насупрот хотелу „Нови Елеон“, Дмитриј Нагијев отвара свој „Казино у Сочију" и прави све врсте сплетки како би наговорио Елеонору да што брже прода хотел за најмањи износ.

### Хотел Београд (ТВ серија)
Хотел Београд је кратка руско-српска телевизијска серија из 2020. године од три епизоде, настала из истоименог филма. Емитоваће се на јесен на Телекомовом каналу Суперстар ТВ. У серији ће бити приказано више догађаја, односно оне сцене које не постоје у филму.

## Ликови који се појављују у неколико серија и филмова
| Ликови                                      | Кухиња         | Хотел Елеон    | Гранд          | Кухиња: Рат за хотел | Сења и Феђа    | Кухиња у Паризу | Кухиња- последња битка | Хотел Београд  |
| ------------------------------------------- | -------------- | -------------- | -------------- | -------------------- | -------------- | --------------- | ---------------------- | -------------- |
| Максим „Макс” Леонидович Лавров             | Зелена квачица |                |                |                      |                | Зелена квачица  |                        |                |
| Викторија „Вика” Сергејевна Гончарова       | Зелена квачица |                |                |                      |                | Зелена квачица  |                        |                |
| Виктор „Витја” Петрович Баринов             | Зелена квачица |                |                | Зелена квачица       |                | Зелена квачица  | Зелена квачица         |                |
| Константин „Костја” Константинович Анисимов | Зелена квачица | Зелена квачица | Зелена квачица | Зелена квачица       |                | Зелена квачица  |                        |                |
| Анастасија „Настја” Степанова Анисимова     | Зелена квачица | Зелена квачица | Зелена квачица | Зелена квачица       |                | Зелена квачица  | Зелена квачица         |                |
| Лав „Љова” Семијонович Соловјов             | Зелена квачица |                |                |                      |                | Зелена квачица  | Зелена квачица         |                |
| Арсеније „Сења” Андрејевич Чугањин          | Зелена квачица | Зелена квачица | Зелена квачица | Зелена квачица       | Зелена квачица | Зелена квачица  | Зелена квачица         |                |
| Фјодор „Феђа” Михаилович Јурченко           | Зелена квачица | Зелена квачица | Зелена квачица | Зелена квачица       | Зелена квачица | Зелена квачица  | Зелена квачица         |                |
| Луи Бенуа                                   | Зелена квачица | Зелена квачица |                | Зелена квачица       |                | Зелена квачица  | Зелена квачица         |                |
| Дмитриј „Дима” Владимирович Нагијев         | Зелена квачица |                |                | Зелена квачица       | Зелена квачица | Зелена квачица  | Зелена квачица         |                |
| Екатерина „Катја” Викторовна Семјонова      | Зелена квачица | Зелена квачица |                | Зелена квачица       |                |                 | Зелена квачица         |                |
| Денис „Ден” Андрејевич Крилов               | Зелена квачица |                |                | Зелена квачица       |                |                 | Зелена квачица         |                |
| Јелена „Лена” Павловна Соколова             | Зелена квачица |                |                | Зелена квачица       |                |                 | Зелена квачица         |                |
| Павел Аркадијевич                           |                | Зелена квачица | Зелена квачица |                      |                |                 |                        | Зелена квачица |
| Дариа „Даша” Ивановна Канаева               |                | Зелена квачица | Зелена квачица |                      |                |                 | Зелена квачица         | Зелена квачица |
| Елеонора Андрејевна Галанова                | Зелена квачица | Зелена квачица | Зелена квачица | Зелена квачица       |                |                 |                        |                |
| Михаил Џекович                              | Зелена квачица | Зелена квачица | Зелена квачица | Зелена квачица       |                |                 |                        |                |
| Софија Јановна Толстаја                     |                | Зелена квачица | Зелена квачица |                      |                |                 |                        |                |
| Јулија Макаровна Комисарова                 |                | Зелена квачица | Зелена квачица |                      |                |                 |                        | Зелена квачица |
| Петар Алексејевич Романов                   |                | Зелена квачица |                |                      |                |                 |                        | Зелена квачица |
| Никита Андрејевич Дјагиљев                  | Зелена квачица | Зелена квачица |                |                      |                |                 |                        |                |
| Кристина Семјонова Алексина                 | Зелена квачица | Зелена квачица | Зелена квачица |                      |                |                 |                        |                |
| Марина Чугањина                             | Зелена квачица | Зелена квачица | Зелена квачица |                      | Зелена квачица |                 |                        |                |
| Светлана Алексејева Света                   | Зелена квачица | Зелена квачица |                |                      |                |                 |                        |                |
| Јегор                                       | Зелена квачица | Зелена квачица | Зелена квачица |                      |                |                 |                        |                |
| Борис Леонидович „чика Бора”                |                | Зелена квачица | Зелена квачица |                      |                |                 |                        |                |
| Валентина Ивановна                          |                | Зелена квачица | Зелена квачица |                      |                |                 |                        |                |
| Аибек Керимбаевич Семес                     |                | Зелена квачица | Зелена квачица |                      |                |                 |                        |                |
| Ајнура Жанатбекова Кененсарова              | Зелена квачица | Зелена квачица |                |                      |                | Зелена квачица  |                        |                |
| Родион Сергејевич Громов                    | Зелена квачица | Зелена квачица |                |                      |                |                 |                        |                |
| Алексеј Викторович Зујонак                  |                | Зелена квачица | Зелена квачица |                      |                |                 |                        |                |
| Тимур Давидович                             | Зелена квачица | Зелена квачица | Зелена квачица |                      |                |                 |                        |                |
| Јарослав                                    | Зелена квачица | Зелена квачица | Зелена квачица |                      |                |                 |                        |                |
| Павел                                       | Зелена квачица | Зелена квачица | Зелена квачица |                      |                |                 |                        |                |
| Степан Андрејевич Фомин                     | Зелена квачица | Зелена квачица |                |                      |                |                 |                        |                |
| Галина Фомина                               | Зелена квачица | Зелена квачица |                |                      |                |                 |                        |                |
| Ева Белецкаја                               | Зелена квачица |                |                | Зелена квачица       |                | Зелена квачица  |                        |                |
| Ангелина Јарославовна Смирнова              | Зелена квачица |                |                |                      |                | Зелена квачица  |                        |                |
| Алиса Викторовна Баринова                   | Зелена квачица |                |                | Зелена квачица       |                |                 |                        |                |
| Степан Константинович Анисимов              | Зелена квачица | Зелена квачица |                |                      |                |                 |                        |                |

## Улоге
Главне улоге у овој франшизи тумачили су:
| Виктор „Витја” Петрович Баринов             | Дмитриј Назаров     |                      |                      |                  | Дмитриј Назаров     | Дмитриј Назаров    | Дмитриј Назаров     |                      |  |  |
| Дмитриј „Дима” Владимирович Нагијев         | Дмитриј Нагијев     |                      |                      | Дмитриј Нагијев  | Дмитриј Нагијев     | Дмитриј Нагијев    | Дмитриј Нагијев     |                      |  |  |
| Максим „Макс” Леонидович Лавров             | Марк Богатарјев     |                      |                      |                  |                     | Марк Богатарјев    |                     |                      |  |  |
| Викторија „Вика” Сергејевна Гончарова       | Јелена Поткаминска  |                      |                      |                  |                     | Јелена Поткаминска |                     |                      |  |  |
| Павел Аркадијевич Семјонов                  |                     | Милош Биковић        | Милош Биковић        |                  |                     |                    |                     | Милош Биковић        |  |  |
| Дариа „Даша” Ивановна Канаева               |                     | Дијана Пожарска      | Дијана Пожарска      |                  |                     |                    | Дијана Пожарска     | Дијана Пожарска      |  |  |
| Константин „Костја” Константинович Анисимов | Виктор Хорињак      | Виктор Хорињак       | Виктор Хорињак       |                  | Виктор Хорињак      | Виктор Хорињак     |                     |                      |  |  |
| Анастасија „Настја” Степановна Фомина       | Олга Кузмина        | Олга Кузмина         | Олга Кузмина         |                  | Олга Кузмина        | Олга Кузмина       | Олга Кузмина        |                      |  |  |
| Арсеније „Сења” Андрејевич Чугањин          | Сергеј Лавгин       | Сергеј Лавгин        | Сергеј Лавгин        | Сергеј Лавгин    | Сергеј Лавгин       | Сергеј Лавгин      | Сергеј Лавгин       |                      |  |  |
| Фјодор „Феђа” Михаилович Јурченко           | Михаил Тарабукин    | Михаил Тарабукин     | Михаил Тарабукин     | Михаил Тарабукин | Михаил Тарабукин    | Михаил Тарабукин   | Михаил Тарабукин    |                      |  |  |
| Екатерина „Катја” Викторовна Семјонова      | Валерија Феодорович | Валерија Феодорович  |                      |                  | Валерија Феодорович |                    | Валерија Феодорович |                      |  |  |
| Елеонора „Ела” Андрејевна Галанова          | Јелена Ксенофонтова | Јелена Ксенофонтова  | Јелена Ксенофонтова  |                  | Јелена Ксенофонтова |                    |                     |                      |  |  |
| Михаил Џекович                              | Григориј Сијатвинда | Григориј Сијатвинда  | Григориј Сијатвинда  |                  | Григориј Сијатвинда |                    |                     |                      |  |  |
| Денис „Ден” Андрејевич Крилов               | Михаил Башкатов     |                      |                      |                  | Михаил Башкатов     |                    |                     |                      |  |  |
| Луи Бенуа                                   | Никита Тарасов      | Никита Тарасов       |                      |                  | Никита Тарасов      | Никита Тарасов     | Никита Тарасов      |                      |  |  |
| Лав „Љова” Семијонович                      | Сергеј Епишев       |                      |                      |                  |                     | Сергеј Епишев      | Сергеј Епишев       |                      |  |  |
| Ајнура Жанатбекова                          | Жанил Асанбекова    | Жанил Асанбекова     |                      |                  |                     | Жанил Асанбекова   |                     |                      |  |  |
| Jелена Павловна Соколова                    | Марина Могилевска   |                      |                      |                  | Марина Могилевска   |                    | Марина Могилевска   |                      |  |  |
| Марина Антоновна Чугањина                   | Ана Бегунова        | Ана Бегунова         | Ана Бегунова         | Ана Бегунова     |                     |                    |                     |                      |  |  |
| Јулија Макаровна Комисарова                 |                     | Александра Кузенкина | Александра Кузенкина |                  |                     |                    |                     | Александра Кузенкина |  |  |
| Кристина Семјонова Алексина                 | Марија Горбан       | Марија Горбан        | Марија Горбан        |                  |                     |                    |                     |                      |  |  |
| Никита Андрејевич Дјагиљев                  | Филип Бледниј       | Филип Бледниј        |                      |                  |                     |                    |                     |                      |  |  |
| Светлана Алексејева Света                   | Рина Гришина        | Рина Гришина         |                      |                  |                     |                    |                     |                      |  |  |
| Јегор                                       | Тимур Еремеев       | Тимур Еремеев        |                      |                  |                     |                    |                     |                      |  |  |
| Борис Леонидович „чика Бора”                |                     | Владислав Ветров     | Владислав Ветров     |                  |                     |                    |                     |                      |  |  |
| Валентина Ивановна                          |                     | Наталија Шчукина     | Наталија Шчукина     |                  |                     |                    |                     |                      |  |  |
| Софија Јановна Толстаја                     |                     | Јекатерина Вилкова   | Јекатерина Вилкова   |                  |                     |                    |                     |                      |  |  |
| Петар Алексејевич Романов                   |                     | Јегор Корешков       |                      |                  |                     |                    |                     | Јегор Корешков       |  |  |
| Ксенија Борисовна Завгороднија              |                     |                      | Мила Сиватскаиа      |                  |                     |                    |                     |                      |  |  |
| Лев Глебович Федотов                        |                     |                      | Александер Ликов     |                  |                     |                    |                     |                      |  |  |
| Алексеj Викторович Зуjонак                  |                     |                      | Константин Белошапка |                  |                     |                    |                     |                      |  |  |
| Павел                                       | Павел Расомахин     | Павел Расомахин      | Павел Расомахин      |                  |                     |                    | Павел Расомахин     |                      |  |  |
| Јарослав                                    | Даниел Расомахин    | Даниел Расомахин     | Даниел Расомахин     |                  |                     |                    | Даниел Расомахин    |                      |  |  |
| Тимур Давидович                             | Ељберд Агаев        | Ељберд Агаев         | Ељберд Агаев         |                  |                     |                    |                     |                      |  |  |
| Александра Павловна Бубнова Саша            | Екатерина Кузнецова |                      |                      |                  |                     |                    |                     |                      |  |  |
| Илија Владимирович Иља                      | Андреј Бурковски    |                      |                      |                  |                     |                    |                     |                      |  |  |
| Герман Михаилович Ланд                      | Игор Верник         |                      |                      |                  |                     |                    |                     |                      |  |  |